# LCHF
 Denne artikel bør gennemlæses af en person med fagkendskab for at sikre den faglige korrekthed.

LCHF (Low Carb High Fat) er en diæt med lavt indhold af kulhydrater med fokus på gode fedtstoffer som primær energi. 
Diæten bliver brugt til vægttab da et lavt indhold af hurtigt optaglige kulhydrater er blevet påvist som en af de mest effektive former for diæt mht. vægttab.
Diæten bliver også brugt som kur mod diabetes.
Den samlede daglige mængde kalorier skal komme fra 70% fedt, 20% protein og 10% kulhydrater. 
Gode fedtstoffer som er accepteret på en LCHF-kur er: smør, olivenolie, kokosolie, animalske fedtstoffer, fløde og nødder. 
 Der er for få eller ingen kildehenvisninger i denne artikel, hvilket er et problem. Du kan hjælpe ved at angive troværdige kilder til de påstande, som fremføres i artiklen.